# Joseph Brant
Joseph Brant (Nova York, 1742 - Ontario, 1807) fou un cabdill dels mohawks, també conegut com a Thayendanegea. Estudià a escoles britàniques i provocaria el trencament de la Confederació iroquesa quan, el 1777, es posà de part dels britànics contra els nord-americans. Després de firmar el Tractat de Fort Stanwix, el 1783, marxà amb part de la tribu a Brantford (Ontario), on s'establí en terres cedides pels seus antics aliats.